# Bariumstern

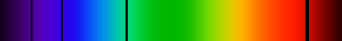
Absorptionslinien in einem Spektrum

Bariumsterne sind Riesensterne der Spektralklasse G oder K, deren Spektren eine Überhäufigkeit an s-Prozess-Elementen zeigen, primär von einfach ionisiertem Barium, Ba II, bei einer Wellenlänge λ = 455,4 nm. Sie zeigen ebenfalls stärkere Spektrallinien des Kohlenstoffs, Banden der Moleküle von CH, CN und C2.
Diese Sternklasse der pekuliären Sterne wurde zuerst von William Bidelman und Philip C. Keenan erkannt und definiert.

## Entstehung

### Doppelsterne
Untersuchungen ihrer Radialgeschwindigkeiten zeigen, dass alle Barium-Sterne Doppelsterne sind. Untersuchungen des International Ultraviolet Explorers im Spektralbereich des Ultravioletten fanden zudem in vielen Barium-Sternsystemen Weiße Zwerge.

### Kataklysmus
Man nimmt daher an, dass Barium-Sterne durch Massentransfer in einem Doppelsternsystem entstehen.
Dabei wurde auf den jetzigen Riesen-Barium-Stern Masse seines Partners übertragen, als sich der Barium-Stern noch in der Entwicklungsphase seines Hauptreihenstadiums befand. Sein Begleiter, der Spenderstern, war zu diesem Zeitpunkt ein Kohlenstoffstern am asymptotischen Riesenast (AGB: Asymptotic Giant Branch), der in seinem Inneren Kohlenstoff und s-Prozess-Elemente produzierte. Diese Nuklearfusionsprodukte gelangten dann per Konvektion in die obere Sternatmosphäre des Begleiters. Ein Teil dieser Materie wurde dann auf den Hauptreihenstern übertragen, da der Spenderstern am Ende seiner AGB-Entwicklung über seine Roche-Grenze wächst und daher instabil wird.
Wir beobachten diese Doppelsternsysteme zu einem Zeitpunkt, in dem der Spenderstern schon lange ein Weißer Zwerg ist und der Barium-Stern sich zu einem Roten Riesen entwickelt hat.
Die Episode des Massentransfers wird in astronomischen Zeitskalen als relativ kurz angesehen. Ebenso sagt diese Hypothese auch Barium-Sterne auf der Hauptreihe voraus. Ein Beispiel in der Literatur stellt HR 107 dar.

### Entwicklung
Während seiner Entwicklungsphase kann der Barium-Stern deutlich größer und kühler werden als typische Sterne der Spektralklassen G oder K, er bzw. seine Photosphäre entwickelt sich dann typischerweise zum Spektraltyp M.
Die Überhäufigkeiten an s-Prozess-Elementen wie Zr und Molekülbänder von Zirkonoxid (ZrO) zeigen jedoch seine geänderte Zusammensetzung und damit seine spektralen / molekularen Besonderheiten. In dieser Zeit erscheint der Stern daher als extrinsischer (lateinisch gestörter, fremdartiger) S-Stern.

### Historie
Historisch gaben die Barium-Sterne zunächst ein Rätsel auf, da Sterne der Spektralklassen G und K sich noch nicht lange genug entwickelt haben, um Kohlenstoff und andere s-Prozess-Elemente in ihren Photosphären angereichert zu haben.
Die Entdeckung der Doppelsternnatur löste das Rätsel, indem die Quelle dieser Elemente und damit die Ursache der spektralen Besonderheiten der Bariumsterne auf den wesentlich weiter entwickelten Doppelsternpartner verschoben wurde.

### Beispiele
Prototypen der Barium-Sterne sind ζ Capricorni, HR 774 und HR 4474.
CH-Sterne sind Population-II-Sterne mit vergleichbarem Entwicklungsstand, spektralen Besonderheiten sowie orbitalen Merkmalen und werden für die älteren, metallärmeren Gegenstücke der Barium-Sterne gehalten.